# Roque Máspoli
Roque Gastón Máspoli (* 12. Oktober 1917 in Montevideo; † 22. Februar 2004 ebenda) war ein uruguayischer Fußballspieler und -trainer.

## Spielerkarriere

### Verein
Torhüter Máspoli, ein Nachkomme von Einwanderern aus Caslano, (Schweiz) begann seine Karriere 1937 bei Nacional Montevideo. 1939 wechselte er innerhalb der Stadt zu Liverpool Montevideo. Der Mannschaft des Klubs gehörte er auch noch im Folgejahr an und wirkte am 24. November 1940 beim 9:0-Sieg über Bella Vista an Liverpools höchsten Sieg im Rahmen des Profifußballs mit. In jenem Jahr schloss er sich dem Club Atlético Peñarol an und verblieb dort bis zum Karriereende 1955. Während seiner Zugehörigkeit zu den Aurinegros gewann sein Verein in den Jahren 1944, 1945, 1949, 1951, 1953 und 1954 jeweils und somit insgesamt sechsmal die uruguayische Meisterschaft.

### Nationalmannschaft
Máspoli war Mitglied der uruguayischen Fußballnationalmannschaft. Insgesamt absolvierte Máspoli vom 24. Januar 1945 bis zum 30. März 1955 38 Länderspiele für die uruguayische Fußballnationalmannschaft. Dabei kassierte er 62 Gegentreffer. Máspoli gehörte dem Aufgebot Uruguays bei der Südamerikameisterschaft 1945 an. Er nahm mit der Celeste an der Fußball-Weltmeisterschaft 1950 in Brasilien teil und wurde mit der Mannschaft Weltmeister. Bei der Fußball-Weltmeisterschaft 1954 in der Schweiz stand er ebenfalls zwischen den Pfosten und scheiterte erst im Halbfinale an Ungarn. Er war bei diesem Turnier der älteste Torhüter.

## Trainerlaufbahn
Nach Beendigung seiner aktiven Laufbahn wurde er Trainer. Am 15. Juli 1956 war er beim 2:2-Unentschieden im Freundschaftsspiel gegen Paraguays Auswahl erstmals als Trainer für die uruguayische Nationalmannschaft verantwortlich. Spätestens im Oktober jenes Jahres hatte aber bereits Lorenzo Fernández das Amt des Nationaltrainers übernommen. Ebenfalls 1956 trainierte er die Mannschaft des Danubio FC. In den 1960er Jahren feierte er seine größten Erfolge mit seinem Club aus aktiver Zeit, dem Club Atlético Peñarol. Bei den Aurinegros hatte er insgesamt sechsmal das Traineramt inne. Erstmals übernahm er zu Beginn der Spielzeit 1964 gemeinsam mit Assistenztrainer Alberto Langlade die Trainingsleitung. Nach anderen Quellen soll er allerdings bereits in der Spielzeit 1963 die Verantwortung getragen haben. 1968 wechselte er während der laufenden Saison als Trainer nach Spanien, wo er den FC Elche betreute und wurde bei Peñarol durch Rafael Milans ersetzt. Von 1970 bis 1971, 1976 bis 1977, 1984 bis 1986, 1988 und 1992 war er erneut verantwortlicher Coach bei den Montevideanern.
Er wurde sechsmal Meister in Uruguay und gewann 1966 die Copa Libertadores und anschließend den Weltpokal gegen Real Madrid durch zwei souveräne 2:0 Siege in den beiden Finalspielen in Montevideo und Madrid. 
In späteren Jahren war auch als Trainer in Peru und Ecuador tätig. In den 1980er Jahren war er kurzzeitig auch uruguayischer Nationaltrainer. 1980/81 gewann er mit Uruguay die Mundialito.

## Auszeichnungen
Im März 2003 wurde er seitens des Uruguayischen Sportministeriums mit dem Fair-Play-Preis für den Sportlichen Lebensweg ausgezeichnet.

## Erfolge

### Als Spieler
- Weltmeister: 1950
- Vierter der Weltmeisterschaft: 1954
- Uruguayischer Meister: 1944, 1945, 1949, 1951, 1953, 1954

### Als Trainer
- Copa Libertadores: 1966
- Weltpokal: 1966
- Sieg bei der Mundialito mit Uruguay: 1980/81.